# 芳賀高照
芳賀 高照（はが たかてる）は、戦国時代の武将。下野宇都宮氏、那須氏の家臣。

## 略歴
芳賀氏は清原氏の後裔。下野国の有力武士団・清党の棟梁で益子氏の紀党と共に紀清両党と呼ばれる。
天文10年（1541年）、父・芳賀高経が宇都宮尚綱によって殺されると、那須氏を頼って落ち延びた。天文18年（1549年）、那須高資と共に出陣し喜連川五月女坂の戦いで、尚綱を敗死させた。
弘治元年（1555年）、宇都宮氏の家臣である芳賀高定の反撃を受けて自害を余儀なくされた。